# Brevipalpus cochlospermi
Brevipalpus cochlospermi är en spindeldjursart som beskrevs av De Leon 1961. Brevipalpus cochlospermi ingår i släktet Brevipalpus och familjen Tenuipalpidae. Inga underarter finns listade.